# Thác A Nor
Thác A Nor hay thác A Nôr là thác ở vùng đất xã Hồng Kim huyện A Lưới thành phố Huế, Việt Nam.
Thác A Nor nằm trên suối A Nô (A Nor), ở phía đông bắc làng Việt Tiến. Thác cách Đường Hồ Chí Minh cỡ hơn 1 km, cách trung tâm thị trấn A Lưới hơn 3 km.
Vùng thác đã được đầu tư phát triển thành khu du lịch. Để tiếp cận thác đi từ thị trấn A Lưới trên Đường Hồ Chí Minh hướng tây bắc, tới cầu A Nô ở quãng giữa thôn 4 và thôn 5. Từ đây đi theo đường nội xã dọc theo thung lũng suối, qua làng Việt Tiến lên gần thác. Dọc đường có những dịch vụ phụ trợ du lịch.